# Штефень
Штефень, Штефені (рум. Ștefeni) — село у повіті Телеорман в Румунії. Входить до складу комуни Мерень.
Село розташоване на відстані 41 км на південний захід від Бухареста, 39 км на північний схід від Александрії, 148 км на схід від Крайови.

## Населення
За даними перепису населення 2002 року у селі проживали 194 особи, усі — румуни. Усі жителі села рідною мовою назвали румунську.